# Waterval Boven
Waterval Boven (officiellement renommé Emgwenya) est une petite ville située sur la ligne de chemin de fer qui relie Pretoria à Maputo en Afrique du Sud.

## Histoire et géographie
Située au bord de l’Escarpement du Mpumalanga, sur les rives de la rivière Elands, au-dessus des chutes Elands, qui sont hautes de 75 m, son nom néerlandais signifie "au-dessus de la cascade".
C’est la ville sœur de Waterval Onder qui se trouve au pied de l’Escarpement, et en dessous de la cascade. Les deux villages ont été établis en 1895 en raison de la construction de la ligne de chemin de fer Pretoria - Delagoa Bay, construite par la Netherlands–South African Railway Company (NZASM).